# Дуби (пам'ятка природи)

Дуби́ — ботанічна пам'ятка природи місцевого значення в Україні. Розташована на території Пісківської селищної громади Бучанського району Київської області, на околиці смт Пісківка.
Площа 0,8 га. Статус присвоєно згідно з рішенням виконкому Київської області Ради народних депутатів № 524 від 19 серпня 1968 року. Підпорядковано ДП «Тетрівське лісове господарство» (Пісківське лісництво, квартал 14, виділ 5).
Статус присвоєно для збереження природного угруповання дуба на лівобережжі річки Пісківка (притока Тетерева). Вік дерев понад 110 років.